# 1690-ih
2. tisućljeće
◄ | 16. stoljeće | 17. stoljeće | 18. stoljeće | ►
◄ | 1660-ih | 1670-ih | 1680-ih | 1690-ih | 1700-ih | 1710-ih | 1720-ih | ►
1690. | 1691. | 1692. | 1693. | 1694. | 1695. | 1696. | 1697. | 1698. | 1699.

## Događaji i trendovi
- Dolazak bošnjačkih Hrvata u Baranju.